# 德斯特罗
德斯特罗是巴西帕拉伊巴州的一个市镇。总面积179.388平方公里，总人口11229人，人口密度62.6人/平方公里。